# West of England Challenger 1996
Il West of England Challenger 1996 è stato un torneo di tennis facente parte della categoria ATP Challenger Series nell'ambito dell'ATP Challenger Series 1996. Il torneo si è giocato a Bristol in Gran Bretagna dall'8 al 14 luglio 1996 su campi in erba.

## Vincitori

### Singolare
Ben Ellwood ha battuto in finale  Nick Weal con il punteggio di 6–4, 6–3

### Doppio
Petr Pála /  Andrew Richardson hanno battuto in finale  Lionnel Barthez /  Patrick Baur con il punteggio di 6–2, 6–4